# Krušljevec (Preseka)
Krušljevec is een plaats in de gemeente Preseka in de Kroatische provincie Zagreb. De plaats telt 87 inwoners (2001).